# Delphinium trolliifolium
Delphinium trolliifolium är en ranunkelväxtart som beskrevs av Asa Gray. Delphinium trolliifolium ingår i släktet storriddarsporrar, och familjen ranunkelväxter. Inga underarter finns listade i Catalogue of Life.

## Bildgalleri

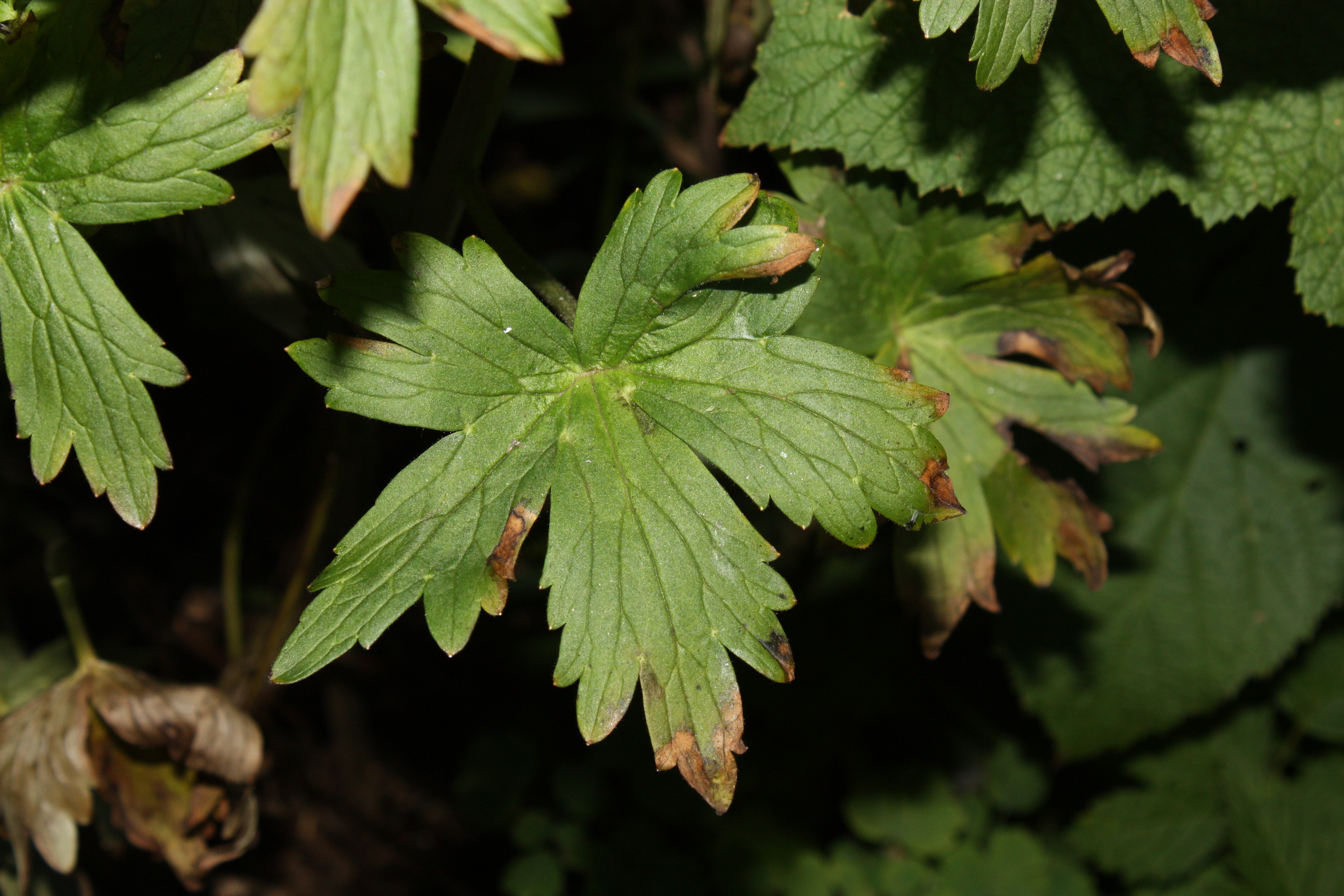